# آغوشه‌پشته
آغوشه‌پشته (به لاتین: Akuşapeştə) یک منطقهٔ مسکونی در جمهوری آذربایجان است که در شهرستان لریک واقع شده‌است.

## دین
در مسجد جامع این روستا یک هیئت مذهبی وجود دارد.